# Azorella crassipes
Azorella crassipes är en flockblommig växtart som beskrevs av Rodolfo Amando Philippi. Azorella crassipes ingår i släktet Azorella och familjen flockblommiga växter. Inga underarter finns listade i Catalogue of Life.